# Даріо Убріако
Даріо Убріако (ісп. Darío Ubríaco, 8 лютого 1972, Уругвай) — уругвайський футбольний арбітр. Арбітр ФІФА, судить міжнародні матчі з 2008.

## Кар'єра
В минулому професійний футболіст, виступав за «Сентраль Еспаньйол».
Як рефері Даріо судить матчі уругвайської Прімери, другого дивізіону, судив матчі Лігілья Уругваю, обслуговує міжнародні матчі, серед них Кубок Лібертадорес, Південноамериканський кубок.
Був головним арбітром на чемпіонаті світу серед молодіжних команд 2011 року, зокрема судив матчі між збірними Коста-Рики та Іспанії, Хорватії та Нігерії, Франції та Нігерії.
Судив фінальні матчі Південноамериканського кубку 2014 між Рівер Плейтом та Атлетіко Насьйональ, Кубка Лібертадорес 2015 між «Рівер Плейтом» та УАНЛ Тигрес. 

## Матчі національних збірних
| Дата           | Місце               | Збірні               | Рахунок | Турнір               | ЖК | YK · YK · RK | RK |
| -------------- | ------------------- | -------------------- | ------- | -------------------- | -- | ------------ | -- |
| 8 лютого 2011  | Мокеґуа, Перу       | Перу – Панама        | 1 – 0   | Товариський матч     | 6  | 0            | 0  |
| 12 червня 2013 | Сантьяго, Чилі      | Чилі – Болівія       | 3 – 1   | Кваліфікація ЧС 2014 | 6  | 0            | 0  |
| 13 жовтня 2015 | Форталеза, Бразилія | Бразилія – Венесуела | 3 – 1   | Кваліфікація ЧС 2018 | 4  | 0            | 0  |